# Universidade Lúrio
A Universidade Lúrio (UniLúrio) é uma instituição de ensino superior pública, com a sua sede estabelecida na cidade de Nampula, em Moçambique. Foi criada por decreto presidencial em 26 de dezembro de 2006.
Sua área de atuação primaz é nas províncias de Nampula, Cabo Delgado e Niassa, mantendo campi nas cidades de Nampula, Ilha de Moçambique, Pemba e na vila de Unango.

## Etimologia e marca
A universidade foi a primeira a adotar um flúmen — no caso, o rio Lúrio — como nome para a própria universidade; em 2019, além da UniLúrio, outras cinco universidades copiavam este padrão.
O logótipo busca inspiração na academia e no nome da universidade, "Lúrio" é o nome de um rio que une as três províncias do norte de Moçambique aonde a universidade está instalada.
Possui o formato circular, apresenta no centro elementos que nos remetem à academia (o livro) e outros inspirados na natureza do nome da universidade (rio Lúrio). Possui um arco superior com o nome da universidade e um arco inferior com as três palavras-chave que compõem o lema da UniLúrio.

## História
A Universidade Lúrio foi criada pelo decreto Nº 50/2006 de 26 de dezembro, publicado no Boletim da República Nº 52, 1ª Série, 2º Suplemento e oficialmente inaugurada no dia 29 de junho de 2007, pelo antigo presidente da República de Moçambique, Armando Emílio Guebuza.
Em 2007 a universidade instalou a sua reitoria na cidade de Nampula, ocupando instalações cedidas pelo Museu de Etnologia de Moçambique (MUSET), e tornou-se assim na primeira universidade pública na história de Moçambique a ser criada com a reitoria estabelecida fora da cidade de Maputo.
No âmbito da sua instalação a UniLúrio realizou a sua primeira sessão do conselho universitário no dia 21 de agosto de 2007. Nesta sessão foram definidos aspectos chaves para o seu funcionamento, como objetivos, identidade e vocação.
Nesta primeira sessão do conselho universitário da história de vida da UniLúrio, foi também apresentado o logótipo da universidade, fruto de um concurso promovido pela Universidade Eduardo Mondlane, por via da Faculdade de Arquitectura e Planeamento Físico, junto aos estudantes daquela instituição.

## Estrutura
No âmbito das actividades normais para o seu estabelecimento, a UniLúrio priorizou a definição da sua estrutura de funcionamento (unidades orgânicas e serviços centrais) e os respectivos termos de referência. Com efeito, a UniLúrio elegeu uma estrutura que permitisse acomodar a sua presença tri-partida nas três províncias do norte de Moçambique, nomeadamente: Nampula, Cabo Delgado e Niassa.
A UniLúrio determinou que a presença nas três província do norte do país não seria assumida como expansão universitária, mas parte normal da sua actividade, ou seja, determinou que esta presença tri-partida passaria pela instalação de três campi universitários: campus do Marrere (cidade de Nampula), campus de Nanhimbe (cidade de Pemba) e campus da Niassa (vila de Unango).

### Faculdades
- Faculdade de Ciências da Saúde - Nampula (2007)
- Faculdade de Ciências Agrárias - Unango (2009)
- Faculdade de Engenharias - Pemba (2008)
- Faculdade de Ciências Naturais - Pemba (2008)
- Faculdade de Arquitectura e Planeamento Físico - Nampula (2010)
- UniLúrio Business School - Nampula (2017)
- Faculdade de Ciências Sociais e Humanas - Ilha de Moçambique (2017)